# Mika Lehkosuo
Mika Lehkosuo, detto Bana (Helsinki, 8 gennaio 1970), è un allenatore di calcio, dirigente sportivo ed ex calciatore finlandese, di ruolo centrocampista, attuale commissario tecnico della nazionale Under-21 finlandese.

## Biografia
Lehkosuo è il padre di Leevi Lehkosuo, anch'egli calciatore.

## Carriera

### Giocatore

#### Club
Ha militato per tutta la carriera in Finlandia, in particolare nell'HJK, tolti 6 mesi trascorsi in Italia nelle file del Perugia dal gennaio al giugno del 1999, esordendo in Serie A il 7 febbraio in Lazio-Perugia 3-0. In totale ha disputato 11 partite con i perugini senza lasciare traccia.

#### Nazionale
Ha disputato 17 partite con la nazionale finlandese debuttando il 30 aprile 1997 contro la Norvegia rilevando al 4º minuto Sami Hyypiä, e segnando la sua unica rete all'ottava presenza al 62º minuto dell'amichevole vinta per 4-3 contro il Belgio segnando il provvisorio 4-2.

### Allenatore
Il 18 dicembre 2019 è stato nominato nuovo allenatore dei norvegesi del Kongsvinger. Il 30 settembre 2020 è stato sollevato dall'incarico.

## Statistiche

### Cronologia presenze e reti in Nazionale
| Cronologia completa delle presenze e delle reti in nazionale ― Finlandia | Cronologia completa delle presenze e delle reti in nazionale ― Finlandia | Cronologia completa delle presenze e delle reti in nazionale ― Finlandia | Cronologia completa delle presenze e delle reti in nazionale ― Finlandia | Cronologia completa delle presenze e delle reti in nazionale ― Finlandia | Cronologia completa delle presenze e delle reti in nazionale ― Finlandia | Cronologia completa delle presenze e delle reti in nazionale ― Finlandia | Cronologia completa delle presenze e delle reti in nazionale ― Finlandia |
| Data                                                                     | Città                                                                    | In casa                                                                  | Risultato                                                                | Ospiti                                                                   | Competizione                                                             | Reti                                                                     | Note                                                                     |
| ------------------------------------------------------------------------ | ------------------------------------------------------------------------ | ------------------------------------------------------------------------ | ------------------------------------------------------------------------ | ------------------------------------------------------------------------ | ------------------------------------------------------------------------ | ------------------------------------------------------------------------ | ------------------------------------------------------------------------ |
| 30-4-1997                                                                | Oslo                                                                     | Norvegia                                                                 | 1 – 1                                                                    | Finlandia                                                                | Qual. Mondiali 1998                                                      | -                                                                        | 4’                                                                       |
| 20-8-1997                                                                | Helsinki                                                                 | Finlandia                                                                | 0 – 4                                                                    | Norvegia                                                                 | Qual. Mondiali 1998                                                      | -                                                                        |                                                                          |
| 6-9-1997                                                                 | Losanna                                                                  | Svizzera                                                                 | 1 – 2                                                                    | Finlandia                                                                | Qual. Mondiali 1998                                                      | -                                                                        | 46’                                                                      |
| 10-2-1999                                                                | Ta' Qali                                                                 | Finlandia                                                                | 1 – 1                                                                    | Polonia                                                                  | Amichevole                                                               | -                                                                        | 52’                                                                      |
| 31-3-1999                                                                | Norimberga                                                               | Germania                                                                 | 2 – 0                                                                    | Finlandia                                                                | Qual. Euro 2000                                                          | -                                                                        | 89’                                                                      |
| 28-4-1999                                                                | Lubiana                                                                  | Slovenia                                                                 | 1 – 1                                                                    | Finlandia                                                                | Amichevole                                                               | -                                                                        |                                                                          |
| 9-6-1999                                                                 | Chișinău                                                                 | Moldavia                                                                 | 0 – 0                                                                    | Finlandia                                                                | Qual. Euro 2000                                                          | -                                                                        | 86’                                                                      |
| 18-8-1999                                                                | Bruges                                                                   | Belgio                                                                   | 3 – 4                                                                    | Finlandia                                                                | Amichevole                                                               | 1                                                                        |                                                                          |
| 9-10-1999                                                                | Helsinki                                                                 | Finlandia                                                                | 4 – 1                                                                    | Irlanda del Nord                                                         | Qual. Euro 2000                                                          | -                                                                        |                                                                          |
| 31-1-2000                                                                | La Manga del Mar Menor                                                   | Fær Øer                                                                  | 0 – 1                                                                    | Finlandia                                                                | Amichevole                                                               | -                                                                        |                                                                          |
| 2-2-2000                                                                 | La Manga del Mar Menor                                                   | Finlandia                                                                | 0 – 1                                                                    | Islanda                                                                  | Nordisk Mesterskap 2000-2001                                             | -                                                                        | 63’                                                                      |
| 4-2-2000                                                                 | La Manga del Mar Menor                                                   | Danimarca                                                                | 1 – 2                                                                    | Finlandia                                                                | Nordisk Mesterskap 2000-2001                                             | -                                                                        | 46’                                                                      |
| 20-2-2000                                                                | Bangkok                                                                  | Thailandia                                                               | 0 – 0                                                                    | Estonia                                                                  | King's Cup 2000                                                          | -                                                                        |                                                                          |
| 23-2-2000                                                                | Bangkok                                                                  | Finlandia                                                                | 4 – 2                                                                    | Estonia                                                                  | King's Cup 2000                                                          | -                                                                        | 71’                                                                      |
| 27-2-2000                                                                | Bangkok                                                                  | Thailandia                                                               | 5 – 1                                                                    | Estonia                                                                  | King's Cup 2000                                                          | -                                                                        |                                                                          |
| 29-3-2000                                                                | Cardiff                                                                  | Galles                                                                   | 1 – 2                                                                    | Finlandia                                                                | Amichevole                                                               | -                                                                        | 69’                                                                      |
| 26-4-2000                                                                | Helsinki                                                                 | Finlandia                                                                | 0 – 0                                                                    | Polonia                                                                  | Amichevole                                                               | -                                                                        |                                                                          |
| Totale                                                                   |                                                                          | Presenze                                                                 | 17                                                                       |                                                                          | Reti                                                                     | 1                                                                        |                                                                          |

## Palmarès

### Giocatore

#### Club

##### Competizioni nazionali
- Campionato finlandese: 2

HJK Helsinki: 1997, 2002
- Coppa di Finlandia: 3

HJK Helsinki: 1996, 1998, 2000
- Coppa di Lega finlandese: 4

HJK Helsinki: 1994, 1996, 1997, 1998

### Allenatore

#### Competizioni nazionali
- Campionato finlandese: 2

HKJ: 2014, 2018
- Coppa di Finlandia: 2

Honka: 2012
HJK: 2014